# Pippuhana
Pippuhana là một chi nhện trong họ Anyphaenidae.